# Alejandro Zenón Fonseca Estrada
Alejandro Zenón Fonseca Estrada (n. 1975, m. el 23 de septiembre de 2008, en Villahermosa, Tabasco) fue un locutor radiofónico mexicano, titular del programa El Padrino de la estación de radio EXAFM. Fue asesinado cuando colocaba mantas para expresar su postura contra el secuestro en México. La PGR abrió una indagatoria por la muerte del locutor.